# Cathy Rosier
Cathy Rosier, de son nom Catherine Isabelle Léro, née le 2 janvier 1945 à Fort-de-France et morte le 17 mai 2004 à Marrakech est une actrice française.

## Biographie
Elle est la fille de l'homme politique Thélus Léro et de la romancière Yva Léro (née de Montaigne).
Elle est la cadette des trois enfants du couple, et passe son enfance à Paris et à Fort-de-France où son père est maire adjoint d'Aimé Césaire à Fort de France, tandis que sa mère mène un combat pour la défense des droits des femmes. Elle se marie en premières noces à 16 ans avec Georges Rosier, 20 ans, avec lequel elle a trois filles Pascale, Caroline et Alexandra . En 1965, elle a une brève expérience de speakerine à l'ORTF Martinique, puis elle part vers Paris pour changer de vie.
En métropole, elle est d'abord mannequin et speakerine. Elle est remarquée par Jean-Pierre Melville dans l'émission de télé Permis de nuit ; il lui offre son plus grand rôle aux côtés d'Alain Delon dans le film Le Samouraï. La suite de sa carrière ne lui offrira malheureusement pas de rôle à la hauteur de celui-ci. En 1972, elle tient un rôle dans le film Le Mataf.
Elle se marie en deuxièmes noces en 1974 avec Gérard Foussier, PDG de Pernod, mort 15 jours après leur mariage en juillet 1974, happé par une vague déferlante sur une plage de Dominique,. L'actrice ne se remettra pas vraiment de ce drame et cessera sa carrière de comédienne. Elle tient un rôle en 1978 dans le film Chap'la et fait des apparitions dans la série La Poupée sanglante ainsi que dans le feuilleton télévisé Sam et Sally. La même année, elle joue dans le film Demain, un jour nouveau, film inspiré de la pièce Le réconciliateur écrite par Omar Bongo. Elle ouvre par la suite une boutique de mode à Fort-de-France,.
Le 17 mai 2004, alors qu'elle se trouve à Marrakech, Cathy Rosier meurt brutalement d'une rupture d'anévrisme, âgée de 59 ans.

### Vie privée
Elle se marie en troisièmes noces avec Norbert Lemoine, avec lequel elle a un fils : Matthieu.
Elle est inhumée dans la 84e division au cimetière du Père-Lachaise où elle repose depuis 2011 avec Olivier Raoux, son gendre.

### Dans la culture populaire
Dans le film Le Clan des Siciliens, son visage apparaît sur un poster au mur d'une chambre d'hôtel où Sartet (Alain Delon) se réfugie après le hold-up.

## Filmographie

### Cinéma

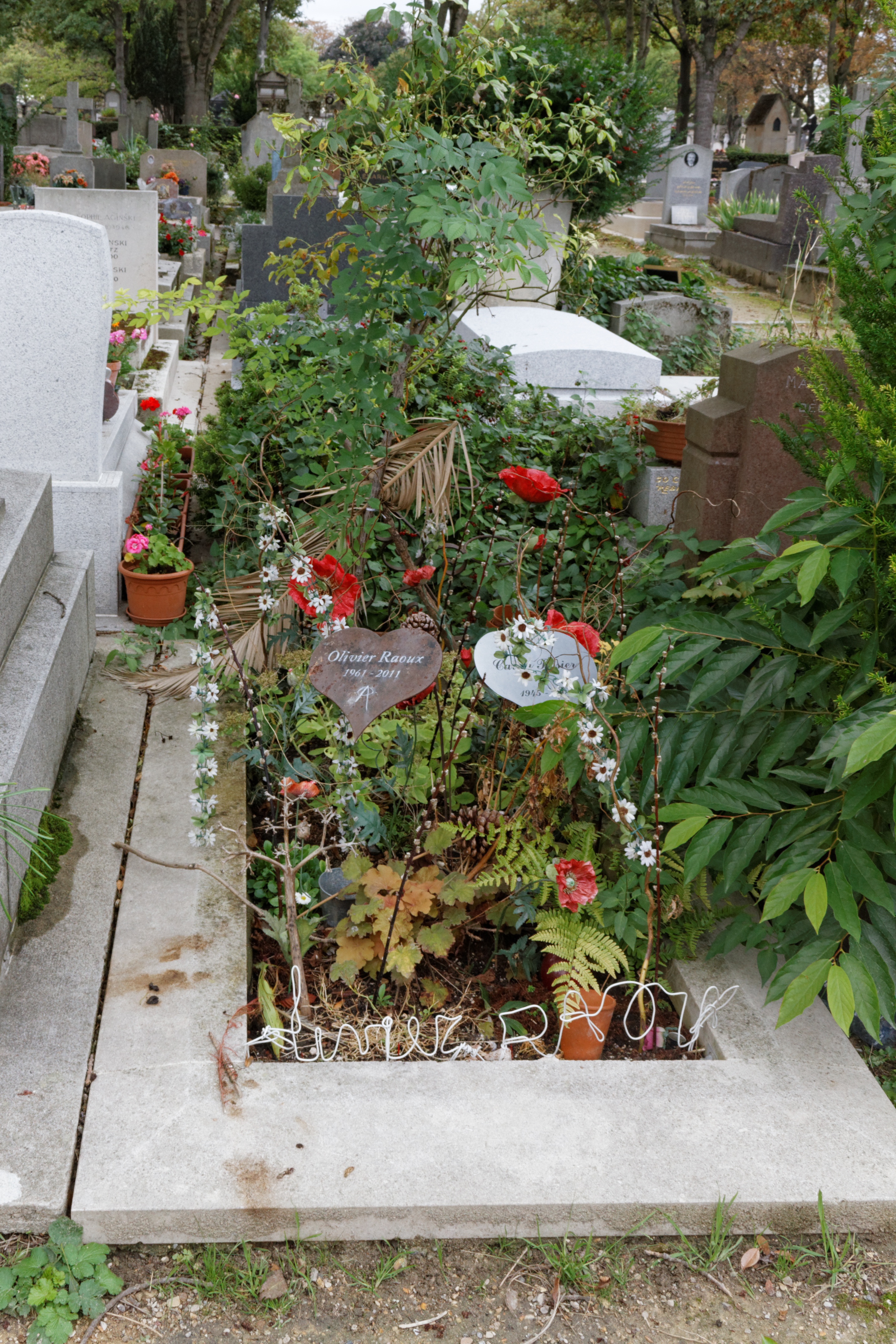
Tombe au cimetière du Père-Lachaise.

- 1967 : Le Samouraï de Jean-Pierre Melville : Valérie, la pianiste
- 1968 : Faites donc plaisir aux amis de Francis Rigaud : La secrétaire
- 1969 : Le Dernier Saut d'Édouard Luntz : Florence
- 1970 : Macédoine de Jacques Scandelari : Hélène
- 1970 : Boulevard du rhum de Robert Enrico : Diana
- 1971 : Chronique d'un couple de Roger Coggio : Frédérique
- 1972 : Le Mataf de Serge Leroy : Cathy Mondor
- 1978 : Chap'la de Christian Lara : Hélène Rodier

### Télévision
- 1976 : La Poupée sanglante, feuilleton télévisé de Marcel Cravenne
- 1978 : Sam et Sally, feuilleton télévisé, épisode Lili, réalisé par Nicolas Ribowski